# 世界標準日
世界標準日於每年的10月14日在世界各地慶祝。這個節日始於1970年，目的是為了向所有自願為標準化做出貢獻的數千名專家致上敬意。參與活動的標準化組織包括：國際電工委員會（IEC）, 國際標準化組織（ISO），國際電信聯盟（ITU）, 電氣電子工程師學會（IEEE）以及 互聯網工程任務組（IETF）。世界標準日的目的是提升機構、工業及消費者對於標準化對全球經濟的重要性意識。

## 歷史
1946年10月14日，來自25國的65名代表在英國倫敦舉行了會議，決議成立一個促進標準化的國際組織。國際標準化組織（ISO）在隔年正式成立。
ISO的總裁Faruk Sunter（土耳其）提倡舉辦國際標準日以強調標準化對全球經濟的重要性。1969年9月，ISO理事會發佈第1969/59號決議，將每年的10月14日訂為世界標準日。國際標準日自1970年開始舉行，初期由國際標準化組織（ISO）主辦。國際電工委員會（IEC）與國際電信聯盟（ITU）分別於1988年與1993年加入世界標準日的慶祝活動。
1986年開始，大會賦予每年世界標準日一項特定主題，以彰顯標準化在人類生存發展各個不同重要面向上的特殊貢獻。2001年，IEC、ISO及ITU共同成立了世界標準協會（The World Standards Cooperation,WSC），WSC每年會藉由慶祝世界標準日的活動，提升大眾對國際標準的認知。 

## 歷屆主題
| 年份（屆） | 主題                                                                                                   |
| ---------- | --- |
| 1986（17） | 國際標準化（International Standardization）                                                            |
| 1987（18） | 國際標準化（International Standardization）                                                            |
| 1988（19） | 照明之國際標準化（Lighting）                                                                           |
| 1989（20） | 衛生技術標準（Health Technology Standards）                                                            |
| 1990（21） | 國際標準為世界免遭破壞所起的作用（International Standards for the role of the world from destruction） |
| 1991（22） | 勞動安全（Labor Safety）                                                                               |
| 1992（23） | 國際標準--打開市場的關鍵 （International standards - Key to open the market）                          |
| 1993（24） | 全球標準使資訊處理更快更好（a global standard to enable better information processing）                |
| 1994（25） | 標準與消費者--一個更加美好世界的夥伴（Standards and Consumer - A better world partner）                |
| 1995（26） | 一個移動著的世界（a mobile with the world）                                                            |
| 1996（27） | 呼喚服務標準（Call service standards）                                                                 |
| 1997（28） | 世界貿易需要國際標準（World trade needs of international standards）                                   |
| 1998（29） | 日常生活中的標準（Standards in daily life）                                                            |
| 1999（30） | 立基於標準（Building on Standards）                                                                    |
| 2000（31） | 國際標準促進和平與繁榮（International Standards for Peace and Prosperity）                             |
| 2001（32） | 環境與標準接合（The Environment and Standards - Close together）                                       |
| 2002（33） | 世界通行的標準與檢驗（One standard, one test – Accepted everywhere）                                   |
| 2003（34） | 全球標準建立全球資訊社會（Global Standards for the Global Information Society）                        |
| 2004（35） | 標準連結世界（Standards connect the world）                                                            |
| 2005（36） | 標準促進更安全的世界（Standards for a safer world）                                                    |
| 2006（37） | 標準：小企業的大利潤（Standards: big benefits for small business）                                     |
| 2007（38） | 標準與公民：對社會作出貢獻（Standards and the citizen: Contributing to society）                       |
| 2008（39） | 智慧與永續建築（Intelligent and sustainable buildings）                                                |
| 2009（40） | 以標準因應氣候變遷（Tackling climate change through standards）                                        |
| 2010（41） | 經由標準塑造無障礙世界（Standards make the world accessible for all）                                  |
| 2011（42） | 國際標準創造全球信賴（International standards – Creating confidence globally）                         |
| 2012（43） | 標準提升效率 - 較少的浪費、更佳的成果（Less waste, better results - Standards increase efficiency）    |
| 2013（44） | 國際標準確保正向轉變（International standards ensure positive change）                                 |
| 2014（45） | 標準提升公平競爭環境（Standards level the playing field）                                              |
| 2015（46） | 標準：世界的共同语言（Standards: The world's common language）                                         |
| 2016（47） | 標準带来信任（Standards build trust）                                                                  |
| 2017（48） | 標準让城市更加聪明（Standards make cities smarter）                                                    |
| 2018（49） | 国际標準与第四次工业革命（International Standards and the Fourth Industrial Revolution）               |
| 2019（50） | 影片之標準創造全球舞台（Video standards create a global stage）                                        |
| 2020（51） | 用標準保護地球（Protecting the planet with standards）                                                 |

資料來源：

## 外部連結
- International Organization for Standardization （页面存档备份，存于） "1998-2014年歷屆世界標準日主題節＂
- World Standards Day Themes
- 加拿大標準委員會 (SCC)（页面存档备份，存于）